# 王应中
王应中（？—？），山东莱阳人，清朝政治人物。举人出身。

## 生平
乾隆四十一年十月，接替麻廷燦。擔任江蘇宜興縣知縣。后由袁知接任。王应中曾于1784年接替汪感岳任华亭县知县一职，1785年由王梦文接任。